# Uljana Hrabawez
Uljana Hrabawez (belarussisch Уляна Храбавеж, bulgarisch Ульяна Грабавец, englische Schreibweise Ulyana Hrabavets; * 13. August 2008) ist eine belarussisch-bulgarische Tennisspielerin.

## Karriere
Hrabawez spielt hauptsächlich auf der ITF Women’s World Tennis Tour, wo sie bisher aber noch keinen Turniersieg erringen konnte.
2024 stand sie im August mit Galena Krastenowa im Finale im Doppel des W15 in Kuršumlijska Banja, das die beiden mit 0:6 und 4:6 gegen Loes Ebeling Koning und Sarah van Emst verloren. Eine Woche später qualifizierte sie sich für das Hauptfeld im Einzel des mit 75.000 US-Dollar dotierten W75 Kuršumlijska Banja, wo sie in der ersten Runde mit 6:4, 0:6 und 1:6 gegen Michaela Laki verlor. Ende Dezember stand sie mit Zi Ying Ruan im Finale im Doppelwettbewerb des W15 in Antalya, das aber nicht gespielt wurde, so dass kein Sieger ermittelt werden konnte.